# Christoph Daum

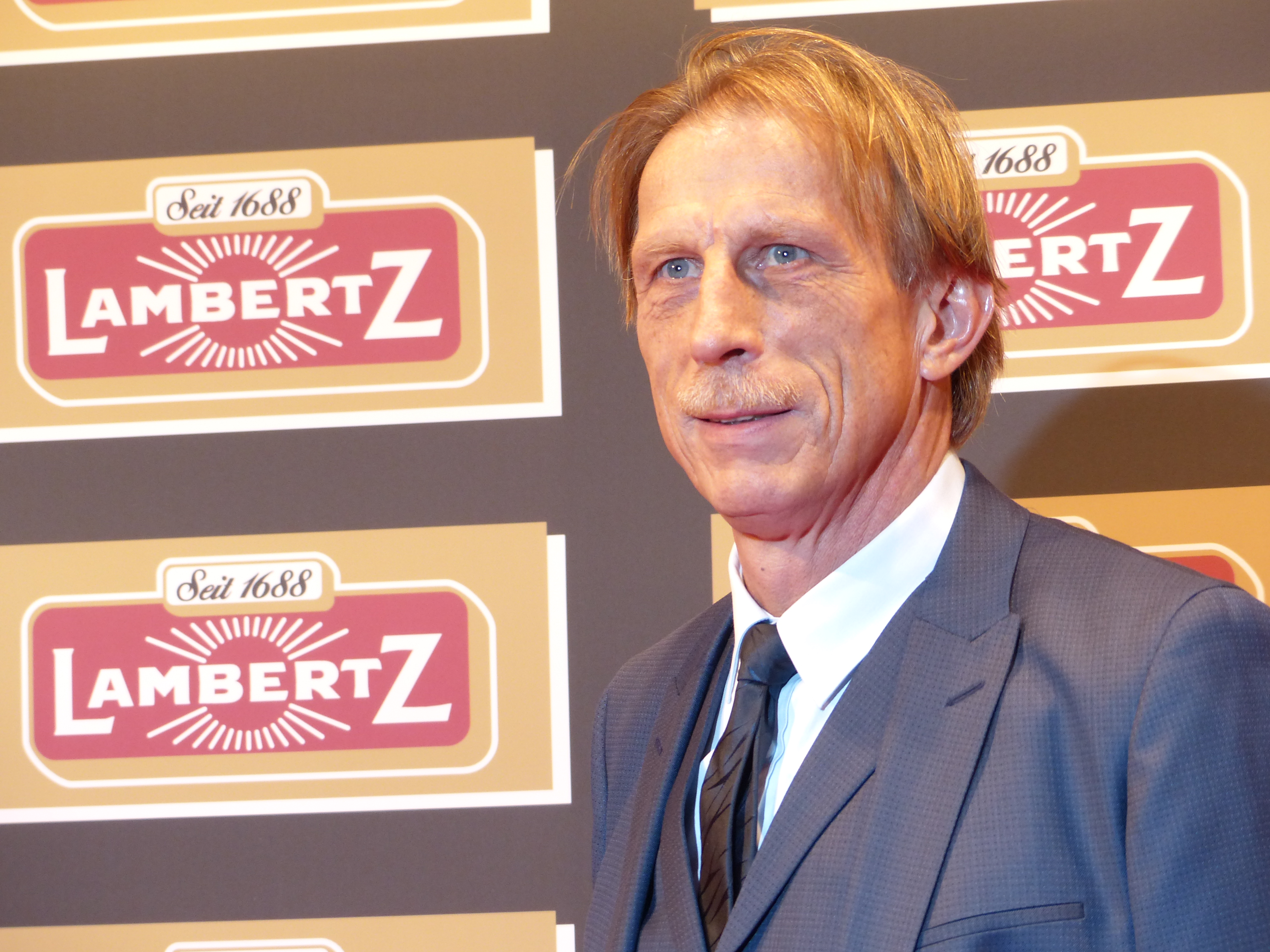
Christoph Daum bei der Lambertz Monday Night im Februar 2016

Christoph Paul Daum (* 24. Oktober 1953 in Zwickau; † 24. August 2024 in Köln) war ein deutscher Fußballtrainer, der von Mitte der 1980er-Jahre bis 2014 verschiedene Vereinsmannschaften der deutschen Fußball-Bundesliga und des europäischen Auslands trainierte. Von 2016 bis 2017 war er Trainer der rumänischen Nationalmannschaft.
Den VfB Stuttgart führte er 1992 zur Deutschen Meisterschaft. In der Bundesliga führte er zudem den 1. FC Köln zu zwei und Bayer 04 Leverkusen zu drei Vizemeisterschaften. Weitere Landesmeisterschaften gewann er mit den türkischen Vereinen Beşiktaş und Fenerbahçe sowie mit dem FK Austria Wien. Ein Kokain-Drogenskandal verhinderte seine Ernennung zum Bundestrainer.

## Leben

### Kindheit und Ausbildung
Christoph Daum wurde in Zwickau geboren und wuchs zunächst bei seinen Großeltern in Oelsnitz im Erzgebirge auf. Nach dem Tod seines Vaters zog er mit sechs Jahren zu seiner Mutter nach Duisburg. Er studierte Sportwissenschaften an der Deutschen Sporthochschule Köln. Seine Diplomarbeit trägt den Titel Die Wichtigkeit und Bedeutung von pädagogischen und psychologischen Maßnahmen eines Fußballtrainers. Er studierte Erdkunde und Sport für das Lehramt und unterrichtete mit wöchentlich zwölf Unterrichtsstunden an der Gustav-Stresemann-Realschule in Duisburg-Beeck.

### Karriere als Fußballspieler
Als Jugendlicher spielte Daum für die Stadtteilvereine DJK Viktoria Beeck, VfvB Ruhrort-Laar und Hamborn 07. Ab 1971 spielte er im Herrenbereich zunächst ebenfalls für Hamborn 07, wechselte 1972 zu Eintracht Duisburg, spielte während seiner Studienzeit im Lehrerturnverein Duisburg sowie ab 1975 beim 1. FC Köln, bei dessen Amateuren er in der Oberliga zum Einsatz kam und 1981 deutscher Amateurmeister wurde.

### Karriere als Trainer
Zum Ende seiner aktiven Laufbahn erwarb er 1979/80 beim DFB die Lizenz als Fußball-Lehrer. Daum saß bei über 900 Pflichtspielen als Trainer eines Profivereins auf der Bank, 473 davon in Deutschland, 306 in der Türkei, 40 in Österreich. In internationalen Wettbewerben (Champions League, Europa League) war Daum mit Vereinen aus jedem der drei Länder insgesamt 81-mal dabei.

#### 1. FC Köln
In der Saison 1985/86 wurde er zum Co-Trainer und im September 1986 zum Cheftrainer der Bundesligamannschaft des 1. FC Köln befördert. Daum übernahm den Verein auf dem Relegationsplatz 16 und führte ihn in der Saison 1986/87 noch auf Platz zehn. In der folgenden Saison 1987/88 gelang Daum mit dem um einige Neuzugänge wie Pierre Littbarski und Jürgen Kohler verstärkten Team der Sprung auf den dritten Platz und damit der Einzug in den UEFA-Pokal. In der Saison 1988/89 verbesserte sich der 1. FC Köln weiter und wurde Vizemeister. Seine Mannschaft lieferte sich in diesem Spieljahr ein Meisterschaftsrennen mit dem FC Bayern München. In der Saisonendphase nahm Daum, der als „Lautsprecher der Bundesliga“ bezeichnet wurde, im Mai 1989 in der ZDF-Fernsehsendung Das aktuelle Sportstudio an einem vielbeachteten und später als legendär eingestuften, emotional geführten Streitgespräch mit Uli Hoeneß und Jupp Heynckes vom FC Bayern München teil. Daum wurde in dem Gespräch unter anderem vorgeworfen, Heynckes zuvor öffentlich beleidigt zu haben, während Daum Hoeneß Selbstüberschätzung unterstellte. Im UEFA-Pokal erfolgte das Aus im Achtelfinale gegen Real Sociedad San Sebastián. Darauf sicherte sich Daum mit Köln erneut den zweiten Platz in der Bundesliga 1989/90 hinter dem FC Bayern. Im UEFA-Pokal zog er mit dem 1. FC Köln ins Halbfinale ein und schied gegen Juventus Turin aus.
Während der Weltmeisterschaft 1990 wurde Daum Ende Juni 1990 vom damaligen Präsidenten Dietmar Artzinger-Bolten entlassen. Artzinger-Bolten gab als Begründung eine „nicht mehr vorhandene Vertrauensbasis zwischen Präsidium, Verwaltungsrat und Trainer“ an. Daum traf die Entscheidung eigener Angabe nach „wie der Blitz aus heiterem Himmel“.

#### VfB Stuttgart
Im November 1990 wurde Daum Trainer beim VfB Stuttgart. Daum übernahm die Mannschaft auf dem 15. Platz knapp vor den Abstiegsplätzen und führte sie in der Saison 1990/91 noch auf Platz sechs, was die Qualifikation für den UEFA-Pokal bedeutete. In der Saison 1991/92 formte Daum ein Spitzenteam um Eike Immel, Guido Buchwald, Maurizio Gaudino, Matthias Sammer und Fritz Walter, das mit Eintracht Frankfurt und Borussia Dortmund um den Meistertitel kämpfte. Am letzten Spieltag gewann der VfB Stuttgart durch das Tor von Buchwald in der 86. Minute mit 2:1 bei Bayer 04 Leverkusen und sicherte sich damit die Deutsche Meisterschaft. Im UEFA-Pokal schied Daums Mannschaft in der zweiten Runde gegen CA Osasuna aus.
Im August 1992 gewann der VfB Stuttgart mit Daum den Supercup durch ein 3:1 gegen Pokalsieger Hannover 96. In der Bundesliga landete der VfB auf dem siebten Platz. Zudem unterlief Daum in der ersten Runde der Champions League im Spiel gegen Leeds United am 30. September 1992 ein Fehler, als er regelwidrig einen vierten Ausländer einwechselte. Das Spiel wurde nach einem Protest von Leeds United mit 3:0 statt 4:1 gewertet. Da der VfB das Hinspiel 3:0 gewonnen hatte, wurde ein Entscheidungsspiel auf neutralem Boden angesetzt und Stuttgart schied nach der Niederlage im fast leeren Stadion Camp Nou in Barcelona in der ersten Runde der UEFA Champions League aus. Damit verpasste der VfB die Teilnahme an den neu geschaffenen Gruppenspielen.
Nach einer erneut schwachen Hinrunde stand das Team im Dezember 1993 lediglich auf Platz 13. In der Winterpause 1993/94 musste Daum den Verein verlassen.

#### Beşiktaş Istanbul
Ab Januar 1994 arbeitete Daum beim türkischen Fußballverein Beşiktaş Istanbul. Bereits in seinem ersten Jahr gewann er den türkischen Pokal und kurz darauf den Süperpokal, jeweils im Finale gegen Galatasaray Istanbul. In der türkischen Liga landete Beşiktaş auf Platz vier. In der folgenden Saison wurde Daum mit Beşiktaş zum ersten Mal türkischer Meister, verlor allerdings im Finale des Süperpokals gegen Pokalsieger Trabzonspor. Im Europapokal der Pokalsieger schied das Team in der zweiten Runde gegen AJ Auxerre aus. In der Saison 1995/96 verpasste Beşiktaş durch eine Niederlage in der Qualifikation gegen den norwegischen Vertreter Rosenborg Trondheim die Gruppenphase der Champions League und beendete die Süper Lig auf dem dritten Platz.

#### Bayer 04 Leverkusen
Im Sommer 1996 holte ihn Bayer 04 Leverkusen wieder zurück in die Bundesliga. In der ersten Saison wurde Daum auf Anhieb Vizemeister und wurde dafür von der Sportsendung ran mit dem Trainer fuxx 1996 ausgezeichnet und von Premiere zum Trainer der Saison gewählt. In den folgenden Saisons kamen insgesamt zwei weitere Vizemeisterschaften (1999, 2000) und ein dritter Platz (1998) dazu. In der Saison 1999/00 verpassten Leverkusen und Daum am 34. Spieltag äußerst knapp die Deutsche Meisterschaft. Vor dem letzten Spieltag hatte Leverkusen drei Punkte Vorsprung auf den FC Bayern, verspielte jedoch durch eine 0:2-Niederlage beim Aufsteiger SpVgg Unterhaching bei einem gleichzeitigen 3:1-Sieg der Bayern gegen Werder Bremen noch den Titel.
Im Sommer 2000 vereinbarte Bayer 04 Leverkusen nach dem Vorrundenaus bei der EM mit dem DFB, dass Daum im Sommer 2001 neuer Nationaltrainer werden sollte. Am Anfang seiner fünften Saison, im Oktober 2000, wurde Daum jedoch infolge seines Kokainskandals vorzeitig von Leverkusen entlassen, auch der DFB trat von der Abmachung mit Daum zurück.

#### Beşiktaş, FK Austria Wien und Fenerbahçe
Daum wechselte erneut zu Beşiktaş Istanbul (März 2001 bis Mai 2002) und anschließend zum FK Austria Wien (Oktober 2002 bis Juni 2003). Dort holte er die österreichische Meisterschaft und wurde österreichischer Pokalsieger. Ab 1. Juli 2003 arbeitete Daum erneut in der Türkei als Cheftrainer bei Fenerbahçe Istanbul, mit denen er 2004 und 2005 erneut türkischer Meister wurde. Zum Ende der Saison 2005/06, in welcher die dritte Meisterschaft in Folge knapp verpasst wurde, trat Daum aus gesundheitlichen Gründen zurück.

#### Erneute Engagements beim 1. FC Köln und Fenerbahçe
Am 27. November 2006 wurde Daum zum zweiten Mal Trainer des 1. FC Köln, mit dem er in der Saison 2007/2008 in die 1. Bundesliga aufstieg. Daums Vertrag lief zwar noch bis 2010, enthielt aber eine Sonderkündigungsklausel für den Ablauf der Saison 2008/09, von der Daum fristgemäß zum 31. Mai 2009 Gebrauch machte und den Verein zum 30. Juni 2009 verließ, nachdem er mit Köln in der Bundesliga in der Saison 2008/09 Platz 12 erreicht hatte.
Ab Juli 2009 war Daum erneut Trainer bei Fenerbahçe Istanbul. Er sah eine größere Herausforderung darin, international zu spielen, und insgesamt bessere Möglichkeiten als beim 1. FC Köln. Am 25. Juni 2010 einigten sich Daum und der Verein auf eine vorzeitige Vertragsauflösung.

#### Eintracht Frankfurt
Am 23. März 2011 wurde Daum Trainer der Bundesligamannschaft von Eintracht Frankfurt. Er übernahm den Posten von Michael Skibbe, der mit der Mannschaft in der Rückrunde der Bundesligasaison 2010/11 in akute Abstiegsgefahr geraten war. Am Saisonende stieg die Mannschaft ab, nachdem sie unter Daum in sieben verbliebenen Spielen hintereinander sieglos geblieben war. Am 16. Mai 2011 trat Daum als Trainer zurück.

#### FC Brügge
Am 9. November 2011 wurde Daum neuer Trainer des FC Brügge. Er folgte dort auf den Niederländer Adrie Koster, der nach vier Niederlagen in Folge seinen Posten räumen musste. Daum führte den Verein zum Saisonende auf den zweiten Platz der Liga; damit verbunden war ein Platz in der Qualifikations-Runde zur Champions League. Im Mai 2012 bat er aus persönlichen Gründen darum, seinen Vertrag aufzulösen, da seine Familie weiter in Köln lebte und er die räumliche Trennung als sehr belastend empfand.

#### Bursaspor
Am 14. August 2013 unterschrieb Daum beim türkischen Erstligisten Bursaspor Kulübü einen Zweijahresvertrag. Bei Bursaspor herrschten mehrere Kontroversen um die Person Daum. So verließ mit Pablo Batalla ein langjähriger Leistungsträger innerhalb der Hinrunde 2013/14 den Klub mit der Begründung, nicht unter Daum spielen zu wollen. Auch andere Spieler wie Sebastián Pinto beklagten sich über Daums Führungsstil. Nachdem sein Verein durch die 1:2-Heimniederlage gegen Konyaspor gefährlich nah an die Abstiegszone gekommen war, wurde Daum am 23. März 2014 entlassen.

#### Rumänische Nationalmannschaft
Vom 7. Juli 2016 bis zum 14. September 2017 war Daum Trainer der rumänischen Nationalmannschaft während der Qualifikation zur Weltmeisterschaft 2018. Als nach einer 0:1-Niederlage gegen Montenegro im drittletzten Rundenspiel eine Qualifikation für die WM-Endrunde nicht mehr möglich war, einigte sich Daum mit dem Verband auf eine Vertragsauflösung.

### Kokain-Affäre
Im Oktober 2000 wurde Christoph Daum als Trainer von Bayer 04 Leverkusen und designiertem Bundestrainer der deutschen Fußballnationalmannschaft der Konsum von Kokain nachgewiesen. Angestoßen wurde die Affäre durch ein Interview von Uli Hoeneß mit dem Boulevardblatt Abendzeitung: „Der DFB kann doch keine Aktion ‚Keine Macht den Drogen‘ starten und Herr Daum hat vielleicht damit etwas zu tun“, so Hoeneß. In diesem Zusammenhang fielen auch die Worte vom „verschnupften Daum“. Dieser reichte eine Verleumdungsklage gegen Hoeneß ein und beteuerte mehrmals seine Unschuld. Unter wachsendem öffentlichen Druck sah er sich veranlasst, die gerichtsmedizinische Analyse einer Probe seiner Haare auf Drogenrückstände zuzulassen. Bestärkt durch eine selbst veranlasste und nicht öffentlich kommunizierte negative Laborprobe eines Haars begründete Daum auf einer Pressekonferenz am 9. Oktober 2000 die freiwillige öffentliche Haarprobe:

„Ich tue das, weil ich ein absolut reines Gewissen habe.“

Das positive Ergebnis des Instituts für Rechtsmedizin der Universität zu Köln entlarvte diese Behauptung als unwahr. Nachdem ihm am 20. Oktober 2000 das Ergebnis der Haaranalyse mitgeteilt und Kokainkonsum nachgewiesen worden war, wurde Daum als Vereinstrainer fristlos entlassen, außerdem sein ab 1. Juni 2001 laufender Vertrag als Bundestrainer der deutschen Fußballnationalmannschaft vom DFB aufgelöst.
Daum verließ anschließend Deutschland und verbrachte zweieinhalb Monate in Florida. Am 12. Januar 2001, einen Tag nach seiner Rückkehr nach Deutschland, gab Daum auf einer Pressekonferenz in Köln erstmals den Konsum von Kokain zu. Dieses habe er „gelegentlich im privaten Bereich“ zu sich genommen. Von einer Sucht oder Krankheit könne aber keine Rede sein. Inzwischen habe er „keinen Kontakt mehr zu Drogen“ und konsumiere Kokain auch nicht mehr, sagte Daum. Er wolle sein Verhalten nicht als Kavaliersdelikt bezeichnen und sei sich der „Tragweite des Fehlers bewusst“.
Über seine Reise in die USA stellte Daum fest, dass er nicht in die USA geflogen sei, um zu flüchten, sondern um Abstand zu gewinnen. Er habe versucht, mit sich ins Reine zu kommen, und habe nun einen Schlussstrich gezogen. „Ich bin bereit, Verantwortung zu übernehmen, mein Verhalten war nicht richtig.“ Das spätere Gerichtsverfahren vor dem Landgericht Koblenz wegen Erwerbs von und Anstiftung zum Handel mit Kokain gegen Daum wurde gegen Auflage der Zahlung einer Summe von 10.000 Euro eingestellt.

### Privates
Christoph Daum heiratete 1979 seine erste Frau Ursula und hatte mit ihr den Sohn Marcel (* 1986) und eine Tochter (* 1989).
Ab 2000 hatte Daum eine Beziehung mit der Musical-Sängerin Angelica Camm. Mit ihr hatte er ebenfalls einen Sohn (* 2001) und eine Tochter (* 2005). Das Paar lebte in Köln-Hahnwald. Getraut wurden Daum und Angelica Camm im September 2007 im Mittelkreis des Kölner Rheinenergiestadions, als er Cheftrainer des 1. FC Köln war.
Sein Sohn Marcel Daum unterstützte nach fünf Jahren bei Eintracht Frankfurt ab der Saison 2018/19 Bayer 04 Leverkusen als Chef-Analyst, wurde dann zum „Co-Trainer Analyse“, indem er dem Trainerstab mit Videomaterial-Analysen zur Seite stand, auch bei laufenden Partien. Marcel Daum gehörte zum Trainerteam von Xabi Alonso bei Bayer 04 Leverkusen, das 2024 den Meistertitel gewann.

#### Krankheiten und Tod

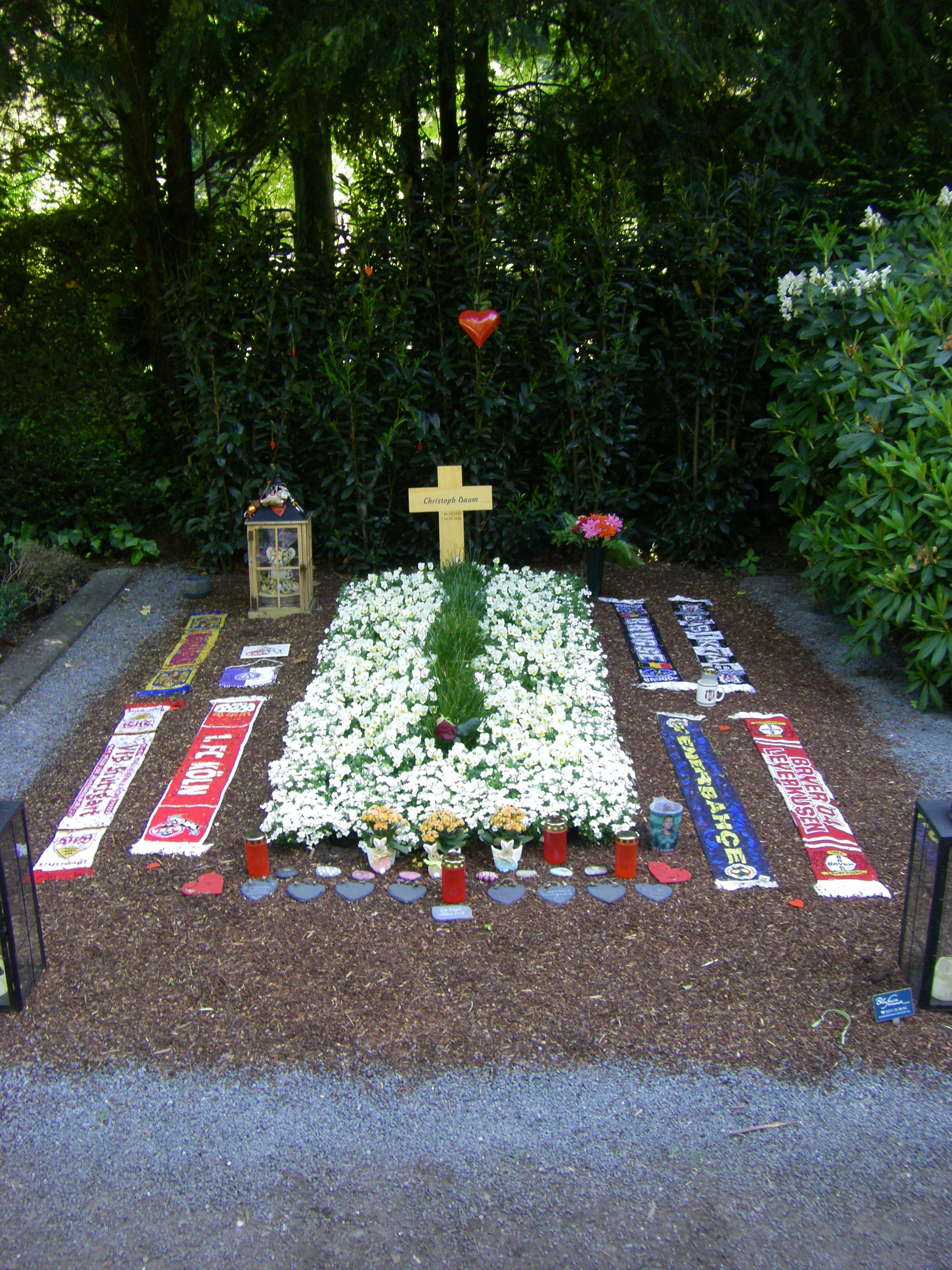
Grab von Christoph Daum auf dem Kölner Melaten-Friedhof, flankiert von Schals und Wimpeln ehemals von ihm trainierter Mannschaften

Im August 2011 wurde bekannt, dass Daum an Hautkrebs erkrankt war. Eigenen Angaben zufolge überstand er die Krankheit nach einigen Operationen.
Daum, der langjähriger Raucher war, machte im Oktober 2022 eine im Sommer des Jahres diagnostizierte Lungenkrebserkrankung öffentlich. Am 24. August 2024 starb Daum im Alter von 70 Jahren an den Folgen seiner Krankheit. Er wurde am 11. September 2024 auf dem Melaten-Friedhof in Köln beigesetzt. Am 12. September 2024 fand im Rheinenergiestadion eine öffentliche Trauerfeier statt, auf der 5000 Fans und zahlreiche Ehrengäste Daum die letzte Ehre erwiesen.

## Erfolge
Deutschland
- Meister: 1992 (VfB Stuttgart)
- Supercupsieger: 1992 (VfB Stuttgart)
- Aufstieg in die Bundesliga: 2008 (1. FC Köln)

Türkei
- Meister (3): 1995 (Beşiktaş Istanbul), 2004, 2005 (beide Fenerbahçe Istanbul)
- Pokalsieger: 1994 (Beşiktaş Istanbul)
- Supercupsieger (2): 1994 (Beşiktaş Istanbul), 2009 (Fenerbahçe Istanbul)

Österreich
- Meister: 2003 (FK Austria Wien)
- Pokalsieger: 2003 (FK Austria Wien)

## Sonstiges

### Motivation
Als Motivator wurde Christoph Daum insbesondere durch zwei Maßnahmen bekannt:
- In der Saison 1988/89 klebte Daum 40.000 D-Mark an die Kabinentür des 1. FC Köln, um seinen Spielern die mögliche Meisterschaftsprämie visuell zu verdeutlichen. Das folgende Spiel gewann man auswärts mit 2:1.[39]
- Christoph Daum beschäftigte als Trainer von Bayer 04 Leverkusen den Motivationstrainer Jürgen Höller, der ihn mit seinen Spielern über Glasscherben laufen ließ.[40] Damit wollte er verdeutlichen, dass „gedankliche Kräfte“ auch im Fußball eine entscheidende Rolle spielen.[41]

### Engagement
Seit 1990 engagierte sich Daum beim Fußball-Fanclub für Blinde und Sehbehinderte e. V. „Sehhunde“. Außerdem unterstützte er die türkische Kinderkrebshilfe Bizim Lösemili Cocuklar Vakfi und die Gazi-Kinderstiftung.
Daum war Pate des Projekts Schule ohne Rassismus – Schule mit Courage und unterstützte das Albert-Schweitzer-Gymnasium in Hürth bei einer Aktion.
Auch war er als Assistenztrainer bei der Fußball-Weltmeisterschaft 2006 der Menschen mit Behinderung in Deutschland tätig.
Nachdem sich Daum in einer Dokumentation des DSF missverständlich über Lesben und Schwule geäußert hatte, traf er sich mit dem ersten schwul-lesbischen Fanclub des 1. FC Köln „Andersrum-rut-wiess“ zu einer Aussprache und unterstützte die Gruppen-Auslosung des 15. Come-Together-Cup bei Radio Köln.
Von 2014 an engagierte sich Daum für die diabetesDE – Deutsche Diabetes-Hilfe in Sachen Diabetes-Aufklärung und war ehrenamtlicher Trainer des FC Diabetologie, einer Mannschaft aus Ärzten, Wissenschaftlern, Diabetesberatern und Menschen mit Diabetes, die vornehmlich gegen Politikermannschaften antritt, um Diabetes auf die politische Agenda zu bringen.

## Werke
- Christoph Daum (mit Nils Bastek): Immer am Limit: Mein Aufstieg, mein Fall – die ganze Geschichte meines Lebens. Ullstein, Berlin 2020, ISBN 978-3-8437-2442-5.